# Charles Gerstenberg
Charles William Gerstenberg (* 25. Mai 1882 in Brooklyn, New York; † 15. September 1948 in Setauket, Long Island, New York) war der Mitbegründer des Verlags Prentice Hall, der vor allem Fachbücher verlegte.
Mit seiner Ehefrau Mary Eleanor erwarb er im Staat New York eine Farm, die er Marymead Farm nannte. Diese Farm befand sich bis 1957 im Besitz der Familie.
Auch war er Professor der juristischen Fakultät der Universität von New York. Gerstenberg war außerdem Mitbegründer von studentischen Vereinigungen wie der Delta Chi, deren Vorsitzender er zeitweise auch war.

## Veröffentlichungen
- American constitutional law;: Text and leading cases, 1937
- Financial organization and management of business, 1932
- Constitutional law: A brief text with leading and illustrative cases, 1926
- Organization and control, 1917
- Materials of corporation finance, 1924

| Personendaten    | Personendaten                                                         |
| ---------------- | --------------------------------------------------------------------- |
| NAME             | Gerstenberg, Charles                                                  |
| ALTERNATIVNAMEN  | Gerstenberg, Charles William                                          |
| KURZBESCHREIBUNG | US-amerikanischer Unternehmer, Mitbegründer des Verlags Prentice Hall |
| GEBURTSDATUM     | 25. Mai 1882                                                          |
| GEBURTSORT       | Brooklyn, New York City                                               |
| STERBEDATUM      | 15. September 1948                                                    |
| STERBEORT        | Setauket, Long Island                                                 |